# شعر اعترافی
شعر اعترافی سبکی از شعر است که در خلال سال‌های ۱۹۵۰ میلادی در ایالات متحد پدیدار گشت. این سبک تحت عنوانی چون شعر «شخصی»، با تمرکز بر لحظات شدت زای تجربهٔ شخصی، ذهن، تروما (trauma) شخصی، از جمله موضوعاتی که پیش از این تابو محسوب می‌شدند مثل بیماری‌های روانی، سکسؤالیته و خودکشی و اغلب در رابطه با موضوعات گسترده‌تر اجتماعی توصیف شده‌است.
مکتب شعر اعترافی در پیوند با چند شاعر است که شعر آمریکایی را در دهه‌های ۵۰ و ۶۰ بازتعریف کردند، کسانی از جمله: رابرت لویل، سیلویا پلات، جان بریمن، ان سکستون، آلن گینزبرگ، دابلیو دی اسنادگرس.